# سيباو
سيباو (بالإسبانية: Cibao)‏ يشار إليها عادة باسم "إل سيباو"، وهي منطقة من جمهورية الدومينيكان تقع في الجزء الشمالي من البلاد. بلغ عدد سكان سيباو 5622378 نسمة في عام 2009، مما جعلها المنطقة الأكثر اكتظاظًا بالسكان في البلاد.

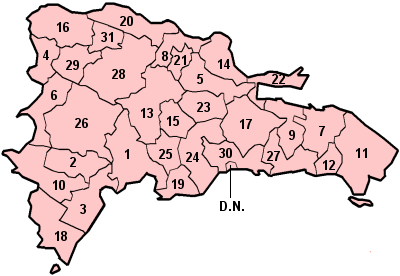
خريطة مقاطعات جمهورية الدومينيكان